# Solbacka läroverk
Solbacka läroverk var en internatskola nära Stjärnhov, Södermanlands län. Skolan, som grundades 1901 och lades ned 1973, var en real- och gymnasieskola med internat för pojkar och externat för lokala flickor. Från slutet av 1940-talet antogs även flickor till internatet. Sport och friluftsintressen uppmuntrades.

## Historik

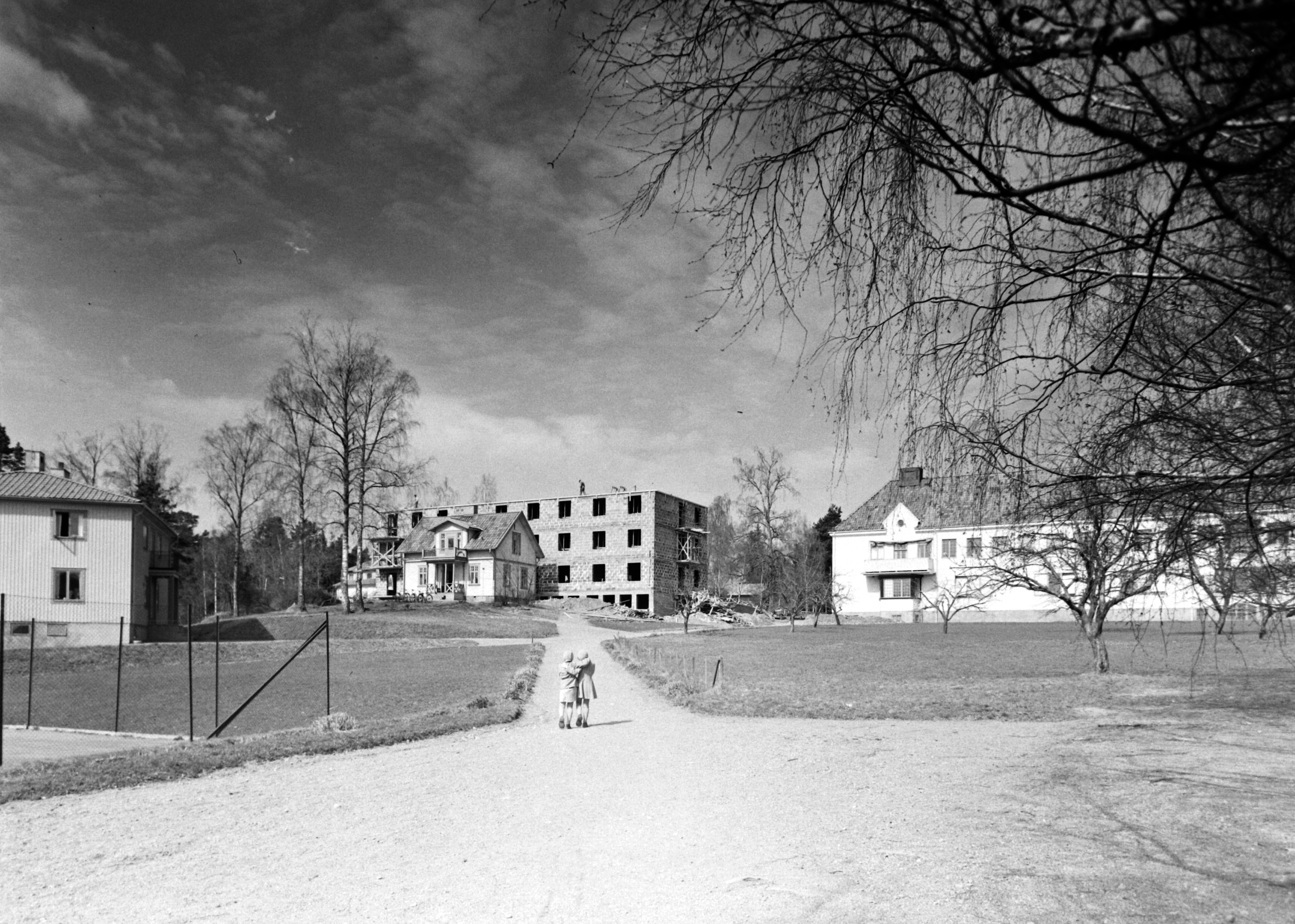
Foto från 1952 från bygget av det nya elevhemmet Västerbo (mitten), inflyttningsklart 1953. Ekebo i vänsterkant av fotografiet. Framför nya elevhemmet ligger gamla elevhemmet Nain som senare monterades ned och såldes.

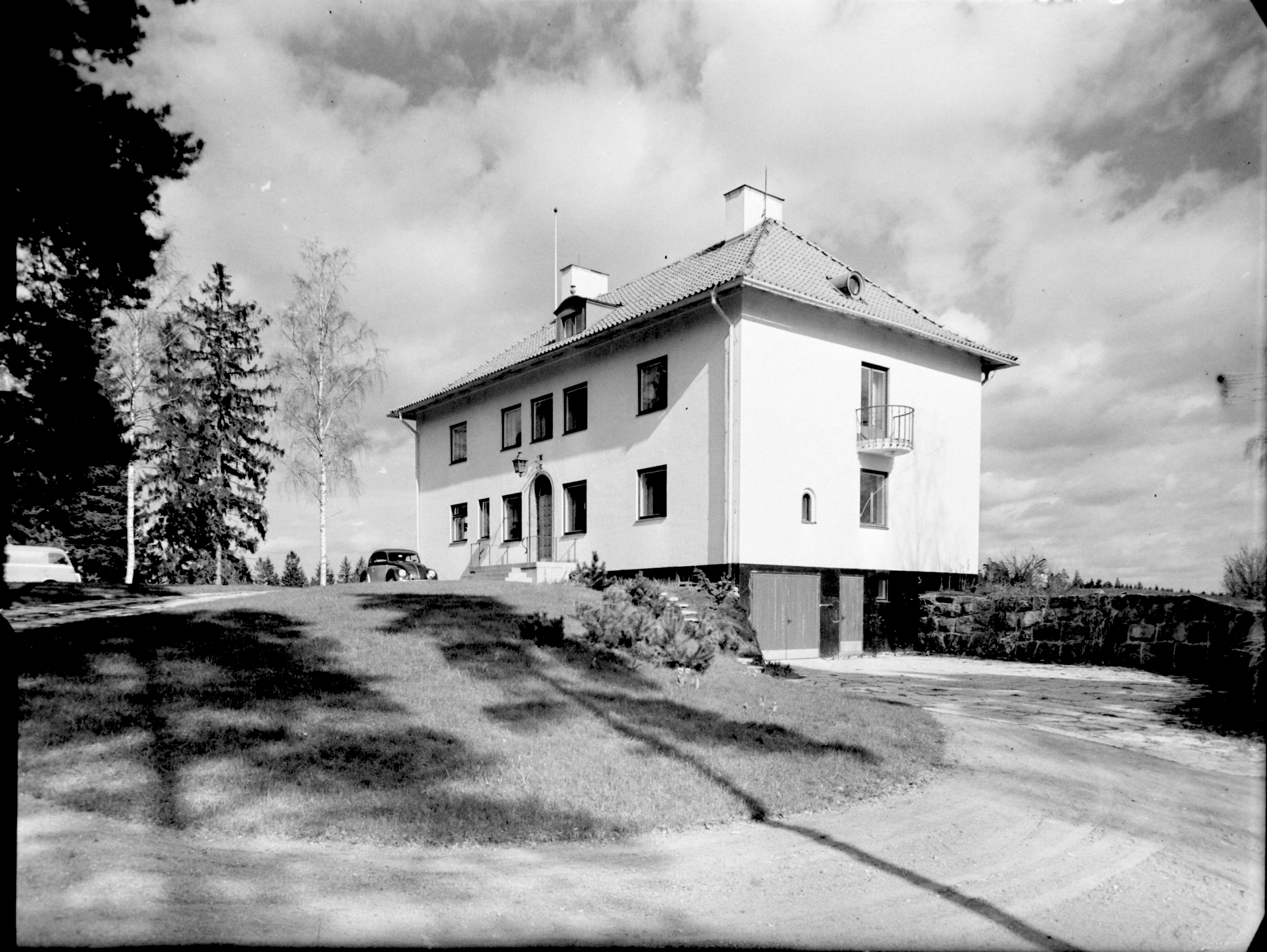
Rektorsbostaden.

Läroverket grundades av Anders Jeurling och kallades då AB Lantläroverk för gossar. Det kom sedan att ägas av rektor Jean Berglund och dennes hustru Louise, född Kuylenstierna, som tidigare varit gift med Anders Jeurling. Som änka sålde Louise Berglund Solbacka läroverk till rektorn Folke Goding.
1918 restes läroverksbyggnaden, enligt Nils R. Hjorths ritningar. Efter att Folke Goding tog över som rektor 1928 expanderade Solbacka: en rad nya byggnader uppfördes åren 1930–1937 och elevantalet ökade till drygt 200 elever.
Studentexamen gavs från 1934 till 1968, realexamen från 1925 till 1969.
Vid 1970 års riksdagsbeslut om införandet av riksinternatskolor inkluderades inte Solbacka bland de internatskolor som fick status som riksinternat, därmed fick inte skolan del av de statsstöd och bidrag som följde av att vara riksinternat och skolan lades kort därefter ned.
Solbackas byggnader fungerar idag som konferensanläggning. I de tidigare skollokalerna finns också Solbacka Internatmuséum som drivs av föreningen Solbackapojkarna tillsammans med Solbacka Sport och Konferens. Föreningen Solbackapojkarna har också hand om Solbacka Läroverks arkiv.    

### Nedläggning av internatskolan
Solbacka var en av de internatskolor som Riksdagen övervägde att tilldela riksinternatsstatus, skolan var en av de största internatskolorna i Sverige och hade goda studieresultat. När det slutliga riksdagsbeslutet togs år 1970 var dock Solbacka inte en av de internatskolor som gavs riksinternatsstatus och skolan lades ned kort efter skolformens införande. Riksinternatskolor med statsbidrag kunde hålla lägre elevavgifter och fick en stabilare ekonomi, något som Solbacka inte kunde dra nytta av. De högre elevavgifterna, jämfört med de nya riksinternatskolorna, ledde till ett kraftigt sjunkande elevsöktryck. Från att ha tagit emot 600 ansökningar till 300 internatplatser året innan reformen sjönk elevantalet snabbt och kort innan nedläggningen gick endast cirka 130 elever på skolan.
Läroverket har framför allt blivit känt genom journalisten och författaren Jan Guillou, som var elev på skolan från januari 1959 till och med vårterminen 1960. Jan Guillou skrev 1966 en negativ och mycket uppmärksammad artikel om Solbacka i tidningen FIB aktuellt. Artikeln sägs ha skapat politisk opinion för skolans stängning, vilket bidrog till att Solbacka av riksdagen inte blev beviljad status som riksinternatskola, trots att detta tidigare varit föreslaget.

## Jan Guillous bokOndskan
Guillous roman Ondskan (1981) handlar om huvudpersonen Erik Pontis tid på den fiktiva internatskolan Stjärnsberg, som är inspirerad av författarens skoltid från januari 1959 till och med vårterminen 1960 på Solbacka. Namnet Stjärnsberg valdes efter namnet på järnvägsstationen närmast, Stjärnhov.